# Liste der Monuments historiques in Hargarten-aux-Mines
Die Liste der Monuments historiques in Hargarten-aux-Mines führt die Monuments historiques in der französischen Gemeinde Hargarten-aux-Mines auf.

## Liste der Objekte
| Bezeichnung               | Beschreibung                                         | Standort                       | Kennzeichnung | Schutzstatus | Datum | Bild |
| ------------------------- | ---------------------------------------------------- | ------------------------------ | ------------- | ------------ | ----- | ---- |
| Skulptur Madonna mit Kind | Kalkstein, farbig gefasst, Ende des 14. Jahrhunderts | in der Kirche St-Michel (Lage) | PM57000089    | Classé       | 1984  |      |